# Repubblica Somala
Repubblica Somala (in somalo: Jamhuuriyadda Soomaaliyeed, in inglese Somali Republic, in arabo: الجمهورية الصومالية Jumhūriyyat aṣ-Ṣūmāl) fu la denominazione ufficiale della Somalia a partire dalla sua indipendenza il 1º luglio 1960, a seguito dell'unificazione dell'Amministrazione fiduciaria italiana della Somalia (ex Somalia italiana) e dello Stato del Somaliland (ex Somalia britannica). Il primo governo venne formato da Abdullahi Issa Mohamud, Mohamed Ibrahim Egal ed altri membri dell'amministrazione fiduciaria e del protettorato, con Haji Bashir come presidente dell'Assemblea Nazionale Somala e Aden Abdulla Osman come Presidente della Repubblica. Il 22 luglio 1960, Daar nominò Abdirashid Ali Shermarke come Primo ministro. Il 20 luglio 1961 il popolo somalo approvò, tramite un referendum, una nuova costituzione, redatta nel 1960. La Repubblica Somala esistette sino al 1969, quando il Consiglio Rivoluzionario Supremo prese il potere con un colpo di Stato incruento e rinominò lo Stato Repubblica Democratica Somala.